# Mieczysław Baranowski

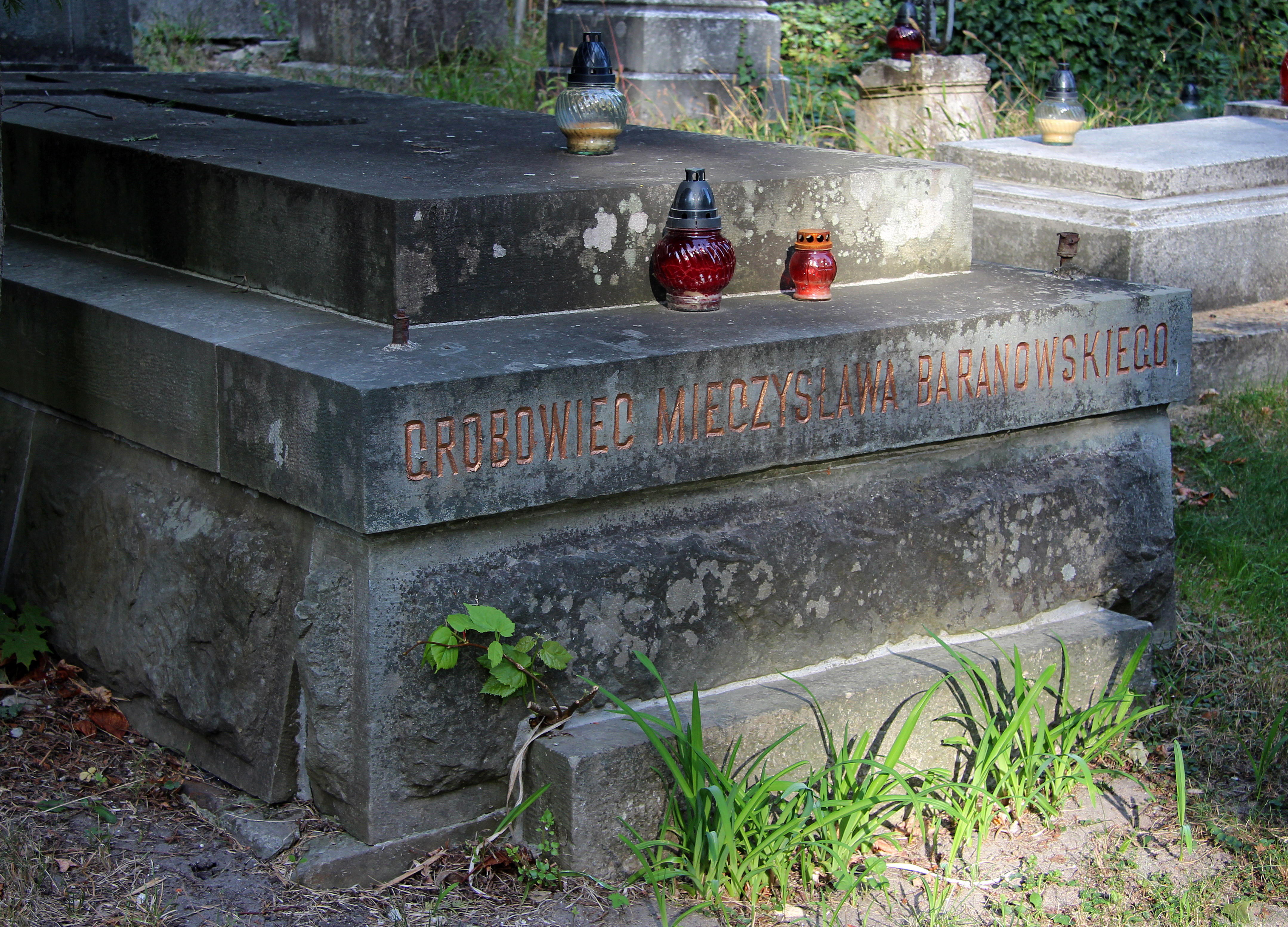
Grób Mieczysława Baranowskiego

Mieczysław Baranowski, Mieczysław Tytus Baranowski (ur. 13 stycznia 1851 w Wyżnicy, zm. 25 września 1898 we Lwowie) – popularyzator przyrody, pedagog.
Studia ukończył we Lwowie na oddziałach matematyki i filozofii, po których rozpoczął pracę w C. K. Seminarium Nauczycielskim w Stanisławowie, a od 1880 nauczał w szkole wzorowej przy C. K. Seminarium Nauczycielskim w Tarnowie, skąd w 1884 został mianowany inspektorem okręgowym w Przemyślu.
Współpracował przy publikacji artykułów popularnych z zakresu nauk przyrodniczych. M.in. wraz z J. Szpilmanem opublikował Higienę przystępnie wyłożoną (Lwów 1895). Dla szkół opracował i opublikował wiele artykułów z dziedziny organizacji i dydaktyki nauczania. W roku 1893 ukazała się jego publikacja pt. Specjalna metodyka nauk przyrodniczych w szkole ludowej
Społecznik, współzałożyciel i wiceprezes Związku Rodzicielskiego we Lwowie.